# Bernd Storck
Bernd Storck (ur. 25 stycznia 1963 w Herne) – niemiecki trener piłkarski, a wcześniej piłkarz grający na pozycji obrońcy.

## Kariera piłkarska
Storck zaczynał karierę piłkarską w SpVgg Boele-Kabel (Hagen), gdzie grał do 1977 roku. Następnie przeniósł się do Westfalii Herne, z której trafił do pierwszoligowego VfL Bochum. W klubie z Bochum zadebiutował 15 maja 1982 w zremisowanym 1-1 ligowym pojedynku z Arminią Bielefeld. W debiutanckim sezonie 1981/1982 rozegrał trzy spotkania w Bundeslidze. W następnym edycji rozgrywek ligowych częściej grywał w pierwszym zespole i zanotował w nich 21 meczów. Zdobył także pierwszą bramkę w trakcie gry w ekstraklasie. Było to meczu z 1. FC Köln, rozegranym 6 listopada 1983 i przegranym przez jego drużynę 1:4.
W 1983 roku przeniósł się do Borussii Dortmund. W barwach Borussii pierwszy występ zaliczył 31 sierpnia 1983 w przegranym przez jego zespół 0-3 ligowym pojedynku z VfB Stuttgart. W sezonie 1986/1987 zajął z klubem 4. miejsce w lidze, które było najwyższym w trakcie gry Storcka w Bundeslidze. W 1989 roku zdobył z klubem Puchar Niemiec. W wyniku przewlekłych kontuzji musiał zakończyć karierę. Zagrał w 147 ligowych meczach Borussii i strzelił w nich 7 goli.

## Kariera trenerska
Po zakończeniu kariery zdał egzamin trenerski, a następnie rozpoczął współpracę trenerską z Jürgenem Röberem, z którym pracował w VfB Stuttgart, Hercie BSC, VfL Wolfsburg, Partizanie Belgrad i Borussii Dortmund. Od 2008 roku samodzielnie trenował kazachski FK Ałmaty. W tym samym roku objął stanowisko selekcjonera Kazachstanu U-21, a później seniorskiej kadry Kazachstanu. W 2015 został selekcjonerem seniorskiej kadry Węgier.